# Alexandre Raveleau
Œuvres principales
Les Rôles de ma vie, Petit dictionnaire du western, Musicals, l'histoire de la comédie musicale, Michel Blanc, Sur un malentendu
Alexandre Raveleau est un journaliste français né le 19 avril 1982 à Cholet. Il est l'auteur de nombreux ouvrages sur le cinéma et la télévision, notamment Nos séries télé 70-80 (avec Jérôme Roulet), Les Rôles de ma vie (avec Michel Galabru), Musicals, l'histoire de la comédie musicale, Michel Blanc, Sur un malentendu (avec Michel Blanc), Les Bronzés, la véritable histoire ou Génération AB. Depuis le début des années 2000, il contribue notamment au site Toutelatele.com.

## Biographie
À la fin des années 1990, Alexandre Raveleau a commencé sa carrière journalistique au sein des rédactions régionales de Hebdo Vendée et Presse Océan. Il rejoint en 2003 l'équipe du site internet Toutelatele.com, spécialisé dans l'univers de la télévision, après avoir collaboré auprès de Serge Moati pour l'émission politique Ripostes (France 5) ou de Michel Drucker pour 40 ans à 2 (France 2).
En 2012, il publie son premier ouvrage, Nos séries télé 70-80, coécrit avec Jérôme Roulet. Suivront Nos années science-fiction et Petit dictionnaire du western chez Hors collection, avant la rencontre de Michel Galabru pour Les Rôles de ma vie, le dernier témoignage de l'acteur français, publié en février 2016. En septembre 2017, il consacre une biographie à Michel Blanc, dans un livre d'entretiens intitulé Sur un malentendu, avec une préface de Jean-Paul Rouve. Deux ans plus tard, il célèbre les quarante ans de la sortie du film Les Bronzés font du ski au travers de l'ouvrage intitulé Les Bronzés, la véritable histoire, avec la complicité du producteur Yves Rousset-Rouard et du réalisateur Patrice Leconte. En octobre 2021, Alexandre Raveleau signe Génération AB, un ouvrage dédié aux univers de Dorothée et de TF1, avec un avant-propos de Patrick Puydebat. 
En parallèle au journalisme, Alexandre Raveleau a participé en 2004 à la création de l'AICOM, la première école de comédie musicale en France. En 2016, il publie PY 3.14, la méthode, un manuel de la voix écrit avec Pierre-Yves Duchesne, préfacé par Lara Fabian et Amir Haddad. La même année, l'auteur raconte l'histoire de la comédie musicale au travers du livre illustré Musicals (Chronique Edition). Deux ans plus tard, il consacre un autre livre illustré à la musique de film, avec Musiques de films, une autre histoire de cinéma (Chronique Edition). 
Il publie son premier roman jeunesse en avril 2017, intitulé Showcase - Tome 1 : Les Trois coups, dont la suite est sortie en février 2018, sous le titre Showcase - Tome 2 : En scène !. 

## Œuvres
- Le Quiz de la télévision, avec Jérôme Roulet, Chronique Édition, 2011  (ISBN 2918978620)
- Le Quiz des phrases culte, avec Jérôme Roulet, Chronique Édition, 2012  (ISBN 9791090871502)
- Nos séries télé 70-80, avec Jérôme Roulet, Hors collection, 2012  (ISBN 2258090148)
- Nos années science-fiction, Hors collection, 2013  (ISBN 2258105528)
- Petit dictionnaire du western, Hors collection, 2015  (ISBN 2258112923)
- Le Quiz séries TV, Chronique Édition, 2015  (ISBN 2366025548)
- Les Rôles de ma vie, avec Michel Galabru, Hors collection, 2016  (ISBN 2258135818)
- Le Quiz des dessins animés, Chronique Édition, 2016  (ISBN 2366025742)
- Le Quiz de la publicité, Chronique Édition, 2016  (ISBN 2366025750)
- PY 3.14, la méthode, avec Pierre-Yves Duchesne, AICOM, 2016  (ISBN 978-2-9556286-0-7)
- Musicals, l'histoire de la comédie musicale, Chronique Édition, 2016  (ISBN 2366025602)
- Showcase - Tome 1 : Les Trois coups, Slalom, 2017  (ISBN 978-2375540763)
- Michel Blanc, Sur un malentendu, Hors collection, 2017  (ISBN 978-2258145856)
- Showcase - Tome 2 : En scène !, Slalom, 2018  (ISBN 978-2375541272)
- Musiques de films - Une autre histoire du cinéma, Chronique Édition, 2018  (ISBN 978-2366026061)
- Chant, danse, théâtre, La Martinière, 2019  (ISBN 978-2732491561)
- Les Bronzés, la véritable histoire, Hors collection, 2019  (ISBN 978-2701400495)
- Génération AB, Huginn & Muninn, 2021  (ISBN 978-2364807495)